# Urbisaglia
Urbisaglia är en kommun i provinsen Macerata, i regionen Marche i Italien. Kommunen hade 2 551 invånare (2018) och gränsar till kommunerna Colmurano, Corridonia, Loro Piceno, Petriolo samt Tolentino.
Under antiken hette staden Urbs Salvia och mellan 1925 och 1945 hette den Urbisaglia Bonservizi